# بحيرة آبو
بحيرة آبو هي بحيرة فوهية في "Barangay Guinoyoran "في مدينة فالنسيا في مقاطعة بوكيدنون في الفلبين. تقع في منطقة جبلية على ارتفاع حوالي 640 مترًا (2100 قدمًا)، أي حوالي 11 كيلومترًا (6.8 ميل) شمال غرب مدينة بوبلاسيون (وسط المدينة). تم منح بحيرة آبو أنظف مسطح مائي داخلي في منطقة مينداناو الشمالية (مينداناو الشمالية) (المنطقة X) في أواخر التسعينيات. تبلغ مساحة المسطح المائي الأخضر 24 هكتارًا (59 فدانًا) بأعماق قصوى تصل إلى 26 مترًا (85 قدمًا).